# مارغريت كلارك ويليامز
مارغريت كلارك ويليامز (بالإنجليزية: Margaret Clark-Williams)‏ (1910-1975) كانت محللة نفسية أمريكية عملت كمحلل غير متخصص في كل من فرنسا وإنجلترا.
بعد قدومها لأول مرة إلى فرنسا في أوائل العشرينات من عمرها، تم تحليل كلارك ويليامز لاحقًا في الولايات المتحدة بواسطة ريموند دي سوسور. درست علم النفس.